# 黑森-達姆施塔特的路易絲 (1761年)
黑森-達姆施塔特的路易絲（德語：Luise von Hessen-Darmstadt，1761年2月15日—1829年10月24日），黑森大公夫人，1806年至1829年在位。

## 家庭
1777年，路易絲與自己的堂哥、日後的黑森大公路德維希一世結婚，兩人共有5子1女：
1. 路德維希（1777年—1848年）
2. 路易絲（1779年—1811年）
3. 格奧爾格（1780年—1856年）
4. 腓特烈（1788年—1867年）
5. 埃米爾（1790年—1856年）
6. 古斯塔夫（1791年—1806年），早逝